# 新寧里站
新寧里站（：／ Sillyŏng-ri yŏk */?）是朝鮮民主主義人民共和國南浦市的一個鐵路車站，属于平南线和西海闸门线。

## 历史
- 1938年7月8日：开始使用[1]。

## 邻近车站
平南线
德洞站 - 新寧里站 - 东广梁站
西海闸门线
新寧里站 - 西海闸门站